# Contuberni de Múnic
Contuberni de Múnic va ser un terme pejoratiu, encunyat pel diari falangista Arriba, amb el qual el règim franquista va intentar de ridiculitzar el IV Congrés del Moviment Europeu, celebrat a Múnic entre el 5 i el 8 de juny de 1962, en plena onada de vagues minaires a Astúries. Hi van participar 118 polítics espanyols de totes les tendències opositores al règim franquista, tant de l'interior com de l'exili: monàrquics liberals, democristians, socialistes, socialdemòcrates, nacionalistes bascos i catalans, reunits sota l'alta autoritat moral de Salvador de Madariaga que, en concloure la reunió, va afirmar:
| « | Avui ha acabat la Guerra Civil. | » |

Els 118 delegats espanyols van aprovar per unanimitat la següent resolució:
| « | El Congrés del Moviment Europeu (...) estima que la integració, ja en forma d'adhesió, ja d'associació de tot país a Europa, exigeix de cadascun d'ells institucions democràtiques, el que significa en el cas d'Espanya, d'acord amb la Convenció Europea dels Drets de l'Home i la Carta Social Europea, el següent: 1.- La instauració d'institucions autènticament representatives i democràtiques que garanteixin que el Govern es basa en el consentiment dels governats. 2.- L'efectiva garantia de tots els drets de la persona humana, especialment els de llibertat personal i d'expressió, amb supressió de la censura governativa. 3.- El reconeixement de la personalitat de les diferents comunitats naturals. 4.- L'exercici de les llibertats sindicals... 5.- La possibilitat d'organització de corrents d'opinió i de partits polítics... Els delegats espanyols, presents en el Congrés, expressen el seu ferm convenciment que la immensa majoria dels espanyols desitgen que aquesta evolució es porti a terme d'acord amb les normes de la prudència política, amb el ritme més ràpid que les circumstàncies permetin, amb sinceritat per part de tots i amb el compromís de renunciar a tota violència activa o passiva abans, durant i després del procés evolutiu. | » |

En el transcurs del congrés, Rodolfo Llopis va demanar a Joaquín Satrústegui que transmetés al Comte de Barcelona: 
| « | El PSOE té un compromís amb la República que mantindrà fins al final. Ara bé, si la Corona assoleix establir pacíficament una veritable democràcia, a partir d'aquest moment el PSOE protegirà lleialment la Monarquia. | » |

La reunió dels opositors espanyols va arribar a tenir encara més repercussió perquè va produir la repressió política més sonada de l'oposició al franquisme de centre i dreta durant tot el franquisme. Franco, enfellonit pel sobtat activisme de grups que fins llavors no havien exercit més que una tímida oposició al règim dintre de les fronteres espanyoles, va empresonar, va deportar i va condemnar a l'exili els assistents a mesura que retornen a Espanya.
Fernando Álvarez de Miranda, Jaime Miralles, Barros de Lis, Joaquín Satrústegui, Íñigo Cavero, Ruiz-Navarro, Prieto, Pons i Casals van quedar confinats en les diferents illes de les Canàries. José María Gil-Robles y Quiñones, Dionisio Ridruejo, Jesús Prados Arrarte, José Federico de Carvajal, José Vidal Beneyto, Baeza i altres van ser enviats a l'exili; Fèlix Pons Marquès va ser deportat a l'illa de Lanzarote.
A casa de Jorgina Satrústegui, primer, i de Enrique Tierno Galván, després, es van reunir el professor, Enrique Ruiz-García, Vicente Piniés, Jaime García de Vinuesa i Luis María Anson per a organitzar la recollida de fons en benefici de les famílies dels represaliats. L'ofensiva que a Espanya va organitzar la Premsa franquista contra el «contuberni» de Múnic va ser un escàndol nacional. Els falangistes van maniobrar per fer mal als joancarlistes. Per plantar cara a aquesta pressió, el president del Consell Privat del Comte de Barcelona, José María Pemán, acompanyat pel secretari Valdecasas, va visitar el Rei, que navegava en el seu veler, i van redactar la següent nota: 
| « | El Comte de Barcelona res sabia de les reunions de Múnic fins que va escoltar en alta mar les primeres notícies a través de la ràdio. Ningú, naturalment, ha dut a les reunions esmentades cap representació de la seva Persona ni de les seves idees. Si algun dels assistents formava part del seu Consell, amb aquest acte n'ha quedat fora. | » |

Aquest text del Rei va suposar la liquidació a Estoril de José María Gil-Robles, únic membre del Consell Privat present a Múnic, que havia servit amb fidelitat la Monarquia durant els anys més difícils de la postguerra. La reacció del Règim contra els participants de la reunió a Múnic va causar fortes crítiques a l'estranger, sobretot a la Comunitat Econòmica Europea a la qual Espanya havia sol·licitat l'associació pocs mesos abans, sol·licitud que va quedar pràcticament sense possibilitats d'avançar a partir del "Contuberni". Franco es va adonar finalment que la seva reacció davant el Congrés de Múnic havia estat un greu error.
Unes setmanes després, el 10 de juliol de 1962, va liquidar, dintre d'una crisi àmplia de Govern, el ministre d'Informació Gabriel Arias-Salgado, que ocupava aquest càrrec des de 1951 i al qual Franco feia responsable de la histèria de la premsa sobre Múnic. El ministre només sobreviuria uns dies a la seva destitució. Ferit en l'ànima en perdre el favor del cabdill, va morir de malenconia, com a les velles cròniques, a l'escala del seu domicili al carrer d'Hermosilla. A Gabriel Arias-Salgado el va substituir Manuel Fraga Iribarne que, quatre anys després, amb la seva Llei de premsa, obriria la crítica al Règim i una certa liberalització.
El defensor màxim de la regència, que era la fórmula de dir no a la restauració borbònica, el general Agustín Muñoz Grandes, es va convertir en vicepresident del Govern. El 1963 el règim va crear el Tribunal d'Ordre Públic per jutjar els delictes polítics, va torturar els minaires detinguts a Astúries durant les vagues i va executar el líder comunista Julián Grimau.